# Tour de Natur

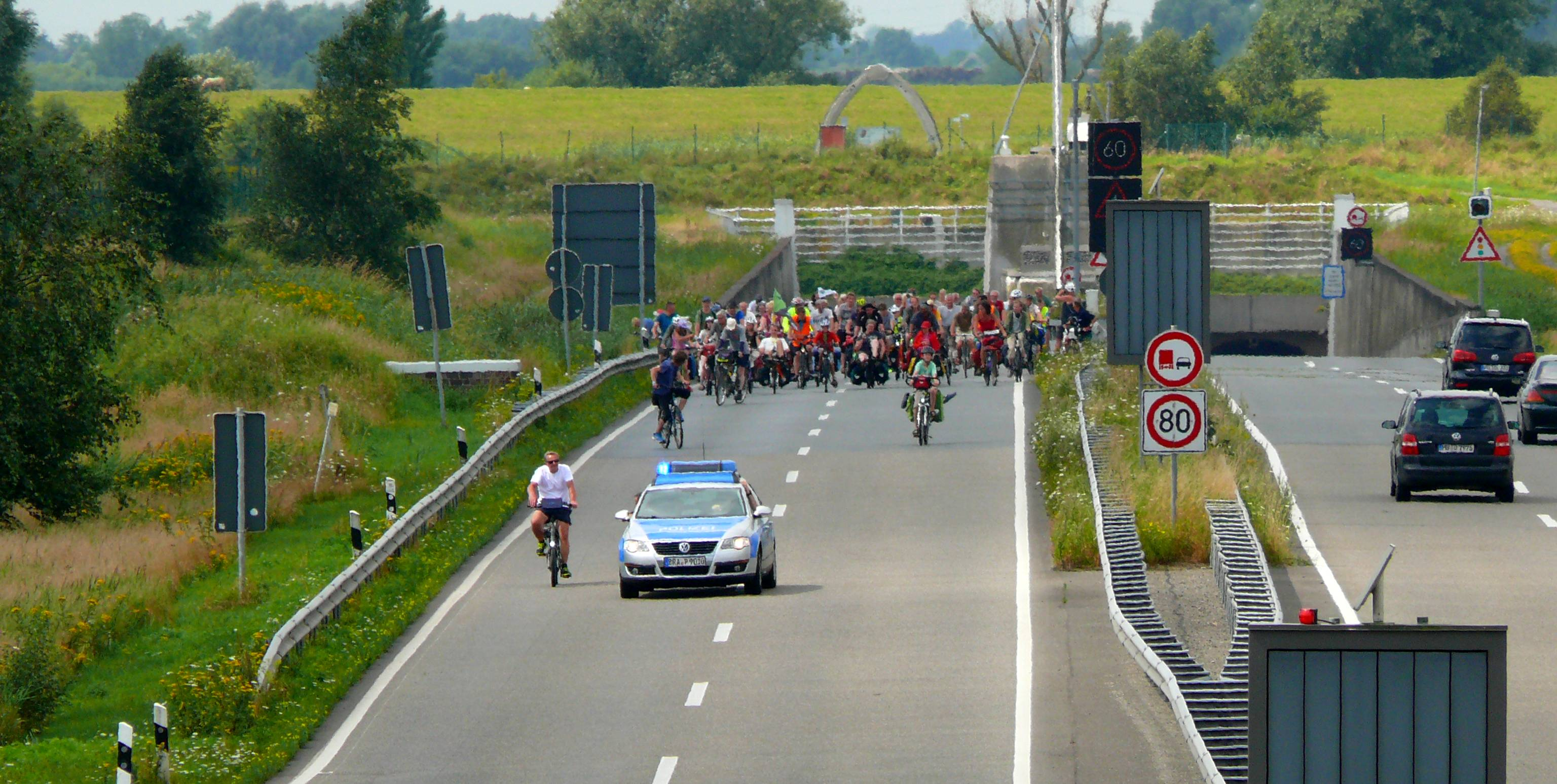
Tour de Natur 2016 am Wesertunnel

Die Tour de Natur (TdN) ist eine seit 1991 jährlich in Deutschland stattfindende, zwei Wochen dauernde politische Veranstaltung, die für eine nachhaltige Verkehrspolitik und Lebensweise wirbt. Kern des Anlasses ist eine Fahrradtour, die von Musik-, Theater- und Akrobatikdarbietungen sowie Diskussionen und Aktionen begleitet wird.

## Ziele, Inhalte, Aktionsformen

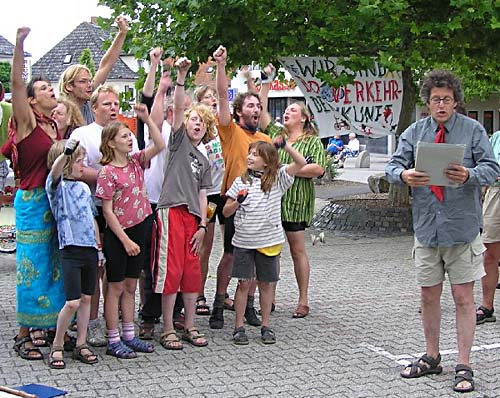
Tour de Natur: Straßentheater 2005

Die Organisatoren und Teilnehmer der Tour de Natur setzen sich für verschiedene Anliegen ein; darunter fallen unter anderem eine den Umwelt- und Klimaschutz verstärkt berücksichtigende Verkehrspolitik, die Verlagerung des Personen- und Güterverkehrs von den Straßen auf die Bahnen. Sie protestieren gegen die geplante Privatisierung der Deutsche Bahn AG, gegen den Bau neuer Autobahnen sowie gegen den Ausbau von Flughäfen.
Entsprechend ihrem aktuellen Schwerpunktthema fährt die Tour de Natur jedes Jahr auf einer anderen Route. Das TdN-„Kerngebiet“ liegt historisch bedingt in Thüringen, Hessen und Bayern (Franken). Seit 2002 rollt die Fahrraddemonstration auch durch Sachsen, Sachsen-Anhalt, Niedersachsen, Brandenburg und Berlin sowie durch Tschechien, seit 2013 durch Baden-Württemberg, Rheinland-Pfalz und Frankreich.
Die rund 150 Teilnehmer fahren auf bunt geschmückten Fahrrädern die geplante Route ab, wobei sie an verkehrspolitisch relevanten Orten oder bei ausgewählten Betrieben Halte einlegen. Dort tragen sie ihre Forderungen an die Verkehrspolitik sowie ihre Vorstellungen von nachhaltiger Lebensweise mittels Demonstrationen, Vorträgen, öffentlichen Diskussionen, Straßentheatern oder anderer Formen vor.
Die Organisatoren verbuchen als Erfolge die Durchsetzung diverser verkehrspolitischer Anliegen sowie ihre Öffentlichkeitsarbeit bezüglich einer nachhaltigen und sozialverträglichen Verkehrspolitik und Lebensweise.

## Organisation und Selbstverständnis

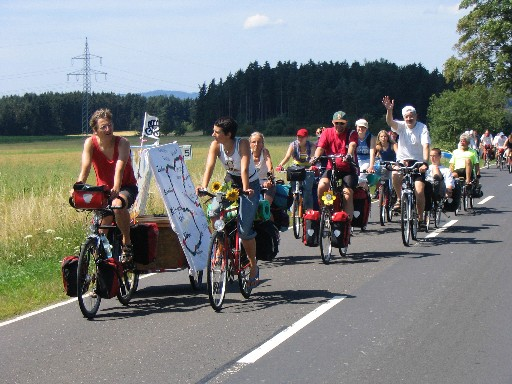
Tour de Natur 2005

Die Tour de Natur wird von den Teilnehmern selbst organisiert. Dies umfasst die Unterkünfte, die Verpflegung sowie die Vorbereitung der öffentlichen Darbietungen während der Tour.
In die Organisation eingebunden war außerdem bis zum September 2009 ein junger Mensch im freiwilligen ökologischen Jahr (FÖJ), der im Büro des Trägervereins saß. Als Träger fungiert die Grüne Liga Dresden/Oberes Elbtal e.V. Bis 2005 war die Tour de Natur organisatorisch beim ADFC Thüringen (Erfurt) angesiedelt.

## Alltag der Tour de Natur

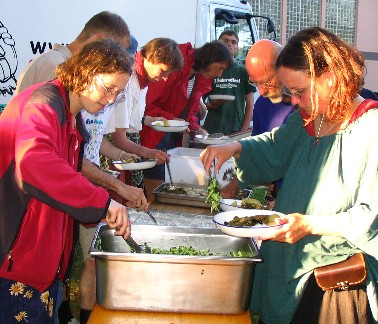
„Mampfmobil“ 2006

Die Durchführung der Tour de Natur erfolgt als angemeldeter Demonstrationszug, der von Polizeifahrzeugen begleitet wird. Alle Mitradelnden transportieren ihr Gepäck, ihre Musikinstrumente und Jonglierutensilien selbst. Für den Transport großer Instrumente, von Aktionsmaterialien und defekten Fahrrädern fährt ein Kleinbus mit. Die Tagesetappen sind zwischen 25 und 60 Kilometer lang. Die Verpflegung der Teilnehmer erfolgt durch mobile Küchen mit ehrenamtlichen Helfenden, die ausschließlich vegetarische, seit 2007 vegane Kost zubereiten.
Die Tour de Natur versucht, alle wichtigen, die Tour betreffenden Entscheidungen basisdemokratisch zu treffen. Dafür kommen während der Radtour alle Teilnehmenden mindestens zum Eröffnungs- und Abschlussplenum zusammen. An der Tour de Natur nehmen Menschen verschiedener Altersgruppen teil.

## Geschichte

Tour de Natur: das Logo

Im August 1991 initiierte Frank Tober vom Kreisverband Suhl der Grünen Liga kurzfristig die erste Fahrrad-Protestaktion gegen die Thüringer-Wald-Autobahn. Die etwa 30 Teilnehmer wollten die Bevölkerung auf die ökologischen und sozialen Folgen des Autobahnneubaus aufmerksam machen und umweltverträgliche Lösungen diskutieren. Die erste Tour de Natur hatte aufgrund der kurzfristigen Planung noch einen eher privaten Charakter: Die Radler übernachteten in Gärten und verpflegten sich selbst.
Bereits an der zweiten TdN-Auflage im Sommer 1992 beteiligten sich drei Mal so viele Menschen. Im Jahr 1993 übernahm der ADFC Erfurt die Trägerschaft der Tour de Natur. Der Verein stellte ein Büro und Personal zur Verfügung, das mit ABM-, SAM- und FÖJ-Mitteln finanziert wurde. Im „Grünen Haus“ Erfurt fanden bis zu dessen Schließung auch die regelmäßigen Tour-Vorbereitungstreffen statt. Bis etwa 1997/98 erfuhren die geplanten Autobahnen A 71/A 73 und die ICE-Neubaustrecke Erfurt–Bamberg–Nürnberg einen breiten Widerstand. Die Tour de Natur war ein wichtiger Teil davon und mobilisierte bis zu 300 radelnde Teilnehmer. Als die Bauarbeiten für die Thüringer-Wald-Autobahn begannen, betrachteten viele Aktivisten ihren Kampf als gescheitert, so dass weniger Menschen zur TdN kamen. Nach dem Teilnehmer-Tief um das Jahr 2000 herum pegelte sich die Teilnehmerzahl bei täglich 150 Radfahrern ein.
- Das Schwerpunktthema im Jahr 2006 lautete: „Wir sind am Zug“. Die Radfahrerinnen und Radfahrer protestierten gegen die geplante Privatisierung der Deutschen Bahn und setzten sich für ein besseres, flächendeckendes, kostengünstiges und bürgerfreundliches Bahnangebot ein.
- Die 17. Auflage der Tour de Natur unter dem Motto „Klimafreundlich mobil… das können wir uns leisten!“ führte vom 30. Juli bis 11. August 2007 von Nürnberg über Erlangen, Bamberg, Schweinfurt, Würzburg, Aschaffenburg und Darmstadt nach Offenbach am Main in Hessen. Die Gesamtstrecke betrug 600 km. Insgesamt fuhren an die 200 Menschen an den 13 Tour-Tagen mit, davon war ungefähr jeder fünfte Mensch ein Kind.
- Die Tour de Natur 2008 fand vom 27. Juli 2008 bis zum 10. August 2008 statt. Sie führte von Gießen über Kassel nach Magdeburg. Das Motto lautete: „Aktiv – umweltbewegt – unaufhaltsam – die Tour de Natur sorgt für prima Klima!“.
- Die Tour de Natur 2009 begann am 27. Juli 2009 in Magdeburg und endete am 8. August 2009 in Berlin. Das Motto lautete: „Auf nach Berlin für eine klimafreundliche Verkehrspolitik!“
- Die Tour de Natur 2010 begann am 25. Juli 2010 in Biblis und endete am 7. August 2010 in Lichtenfels. Das Motto lautete: „Zum 20. Mal Tour de Natur aktiv – umweltbewegt – unaufhaltsam“.
- Die Tour de Natur 2011 begann am 23. Juli 2011 in Hamburg und endete am 6. August 2011 in Berlin. Das Motto lautete: „Aktiv – umweltbewegt – unaufhaltsam von Hamburg nach Berlin klimafreundlich mobil“.
- Mit etwa 100 festen Teilnehmern und zusätzlichen Begleitern bei den einzelnen Tagesetappen führte die 22. Tour de Natur vom 22. Juni bis 4. August 2012 von Halle (Saale) über Berlin nach Greifswald. Die Teilnehmer der Umwelttour besuchten mehrere Windkraft-Projekte, Biohöfe und Kollektive wie das ZEGG in Belzig. Stationen waren das Ökodorf genannte Brodowin, die Wasserstoff-Biogas Pilot-Hybrid-Anlage in Prenzlau, mit der Windstrom als EE-Gas gespeichert werden kann, sowie das Energiedorf Feldheim. Die Demo-Teilnehmer protestierten gegen die Braunkohlepolitik der Landesregierung von Brandenburg, zusammen mit der Bürgerinitiative gegen den Stadtring Süd (BISS) und dem Bürgermeister von Friedrichshain-Kreuzberg Franz Schulz gegen  die geplante Verlängerung der Stadtautobahn A 100 in Berlin. Es gab Kopfsteinpflaster auf Fernradwegen, Badestellen, Diskussionsveranstaltungen, Kinderzirkus und Lagerfeuer. Die Tour engagierte sich für den Ausbau der Bahnstrecke Berlin–Szczecin, sowie für den Neubau der Karniner Brücke und der Reaktivierung von 39 Kilometern Strecke, womit die Fahrtzeit nach Swinemünde halbiert werden könne.[1][2]
- Die Tour 2013 fand vom 28. Juli bis 10. August auf einer Strecke von Stuttgart über Würzburg, Frankfurt am Main und Gießen nach Marburg statt.
- Die Tour 2014 führte vom 27. Juli bis 9. August von Bonn über Köln und Düsseldorf durchs Ruhrgebiet.
- Die Tour 2015 fuhr vom 25. Juli bis 8. August von Braunschweig durch die Altmark und südlich um Berlin in die Lausitz nach Groß Gastrose an der Neiße.
- Vom 23. Juli bis zum 7. August fuhr die Tour de Natur 2016 von Groningen nach Kiel. Die einzelnen Stationen waren Winschoten, Papenburg, Oldenburg (Oldenburg), Brake (Unterweser), Bremerhaven, Cuxhaven, Wischhafen, Itzehoe, Neumünster und Kiel[3]. Ein besonderes Ereignis war die Durchquerung des Wesertunnels, der einmal Teil der Bundesautobahn 20 sein soll. Der Landkreis Leer hatte diese Durchquerung verboten. Das Verwaltungsgericht Oldenburg hat aber dem Demonstrationsrecht den Vorzug gegeben und mit Beschluss vom 27. Juli 2016 die Fahrt durch den Tunnel erlaubt[4]. In der Presse wurde ausführlich über die Tour berichtet.[5][6][7]
- Die Tour 2017 führte vom 29. Juli bis 12. August von Lörrach bei Basel über Freiburg, Kehl, Karlsruhe, Heidelberg, Mannheim bis Kaiserslautern. Das Recht, die Iffezheimer Staustufe als Teil der Demonstrationsroute am 5. August zu befahren, musste gegen die Stadt Lörrach als zuständige Versammlungsbehörde vor dem Verwaltungsgericht Freiburg per Eilantrag erkämpft werden.[8]
- Die Tour de Natur 2018 führte vom 21. Juli bis 4. August von Kassel über Göttingen südlich des Harzes Richtung Halle (Saale) und Leipzig.
- Im Jahr 2019 führte die Tour vom 20. Juli bis 4. August von Hamburg über Lüneburg, das Wendland, Schwerin und Rostock bis nach Stralsund.
- 2020 sollte die Tour vom 25. Juli bis 8. August von Münster über Ahaus ins niederländische Nijmegen und weiter ins Ruhrgebiet, zum Hambacher Forst und nach Köln führen. Stattdessen gab es dann wegen der Corona-Pandemie ein kleines Camp vom 25. bis zum 30. Juli auf dem Zeltplatz Hohenfelden in Thüringen und vom 31. Juli bis zum 6. August eine kleine Tour bis nach Bamberg, entlang der Strecke der allerersten Tour.
- 2021 führte die Tour vom 24. Juli bis 7. August von Münster nach Jüchen, mit Beteiligung an der Menschenkette am Tagebau Garzweiler am 7. August. Die Teilnehmerzahl war wegen der COVID-19-Pandemie auf 100 Fahrradfahrer begrenzt.
- 2022 fuhr die Tour vom 3. August bis 22. August von Lützerath nach Frankfurt am Main.
- 2023 fuhr die Tour vom 29. Juli bis 12. August von Singen/Hohentwiel am Bodensee entlang nach München. Es ging um Agrarpolitik, Mobilitätswende sowie Frieden.